# Міс Всесвіт 1952
«Міс Всесвіт 1952» був першим конкурсом краси «Міс Всесвіт», що відбувся 28 червня 1952 року в Муніципальному залі Лонг-Біч у Лонг-Біч, Каліфорнія, США.
Наприкінці заходу акторка Пайпер Лорі коронувала Армі Кууселу з Фінляндії на Міс Всесвіт 1952. Це була перша перемога Фінляндії в історії конкурсу краси.
У тогорічному конкурсі краси взяли участь учасниці з 30 країн. Ведучим конкурсу був Боб Рассел. Переможниці вдягали на голову Імператорську шлюбну корону Романових, яка раніше належала російському царю. Кажуть, що корона мала 1535 діамантів, 300 каратів, а її вартість становила 500 000 доларів.

## Попередні події

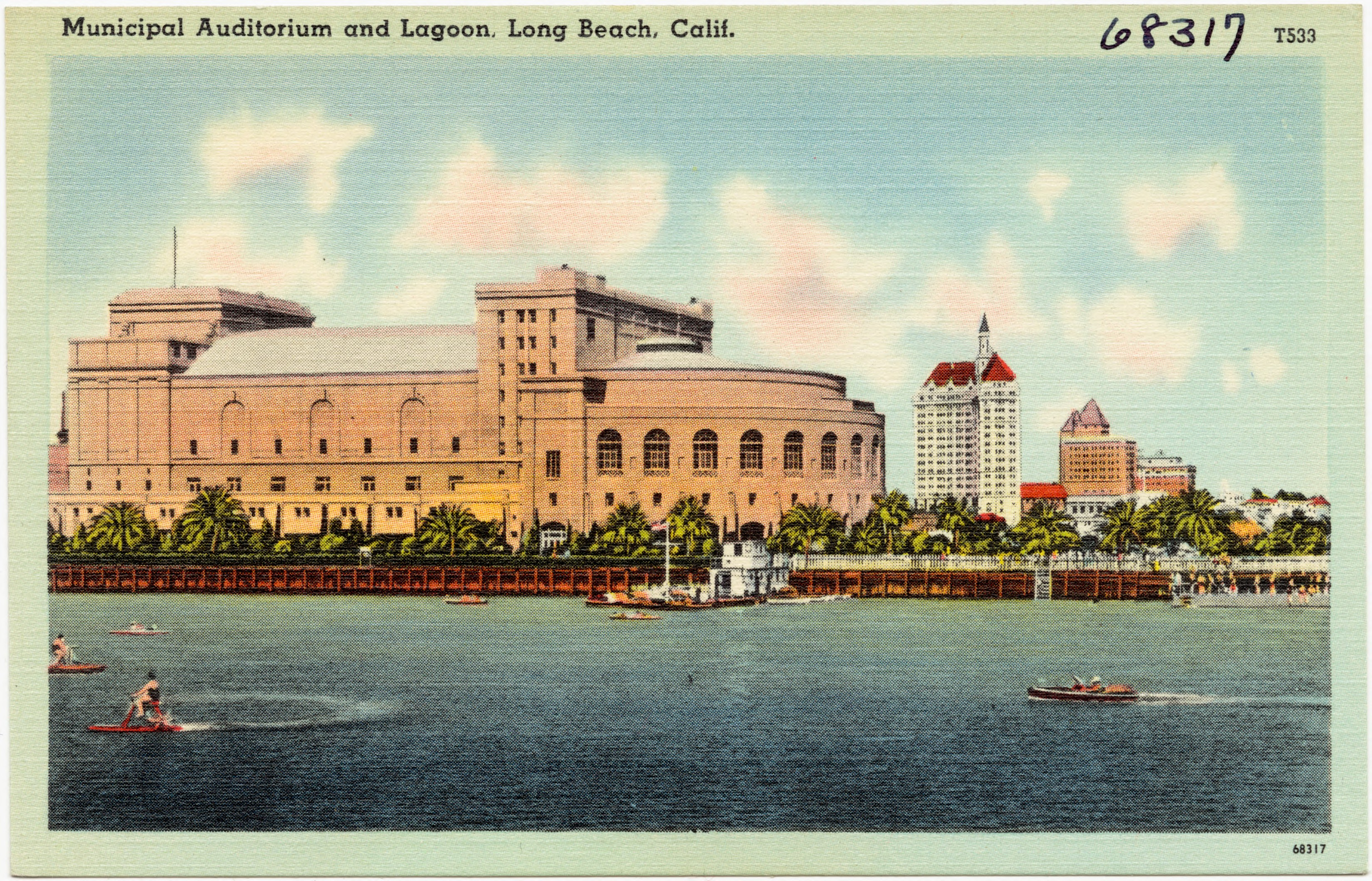
Муніципальна аудиторія Лонг-Біч, місце проведення конкурсу «Міс Всесвіт» 1952 року

### Місце та дата
Після того як учасниця конкурсу краси «Міс Америка 1951» Йоланда Бетбезе відмовилася позувати для рекламного фото в купальнику від Catalina Swimwear, тодішній виконавчий продюсер «Міс Всесвіт» Олівер Рейнхардт домовився з представниками Pan American World Airways та Catalina Swimwear про спонсорство конкурсу краси «Міс Всесвіт», який мав відбутися в Лонг-Біч, Каліфорнія. Місто Лонг-Біч виділило 30 000 доларів США на проведення конкурсу з 23 по 30 червня 1952 року.

### Відбір учасниць
Вікове обмеження того року становило від 18 до 28 років, а також могли брати участь жінки, які перебувають у шлюбі та мають дітей. Того року Індрані Рахман з Індії стала першою учасницею, яка перебуває у шлюбі та має дітей, маючи першу дочку, Суканью Рахман, яка народилася в 1946 році.
Цю політику було змінено в 1957 році, коли участь жінок, які перебувають у шлюбі або вже мають дітей, була заборонена. Цю політику було відновлено у 2023 році. Одну учасницю було обрано на заміну початкової переможиці, яку було скинуто з трону.

### Заміни
Віцеміс конкурсу «Міс Уругвай 1952» Гледіс Рубіо Фахардо була призначена представляти Уругвай після того, як «Міс Уругвай 1952» Роза Адела Прунелл відмовилася від участі в змаганні, оскільки її мати захотіла супроводжувати її.

### Дебюти
У цьому виданні дебютували Аляска, Австралія, Бельгія, Канада, Чилі, Куба, Данія, Фінляндія, Франція, Велика Британія, Греція, Гаваї, Гонконг, Індія, Ізраїль, Італія, Японія, Мексика, Норвегія, Панама, Перу, Філіппіни, Пуерто-Рико, Південна Африка, Швеція, Туреччина, США, Уругвай, Венесуела та Західна Німеччина.
Елізабет ван Пруді з Голландії мала брати участь у конкурсі вперше, але відмовилася від участі, оскільки вже була одружена під час свого правління, хоча «Міс Всесвіт» дозволяє одруженим жінкам брати участь. Лейла Тереза Тума із Сирії також відмовилася від участі у цьому конкурсі через політичну напруженість у своїй країні. Тим часом Бразилія та Китайська Республіка були запрошені до участі, але були змушені відмовитися від участі через недостатню підготовку до організації національного конкурсу краси.

## Результати

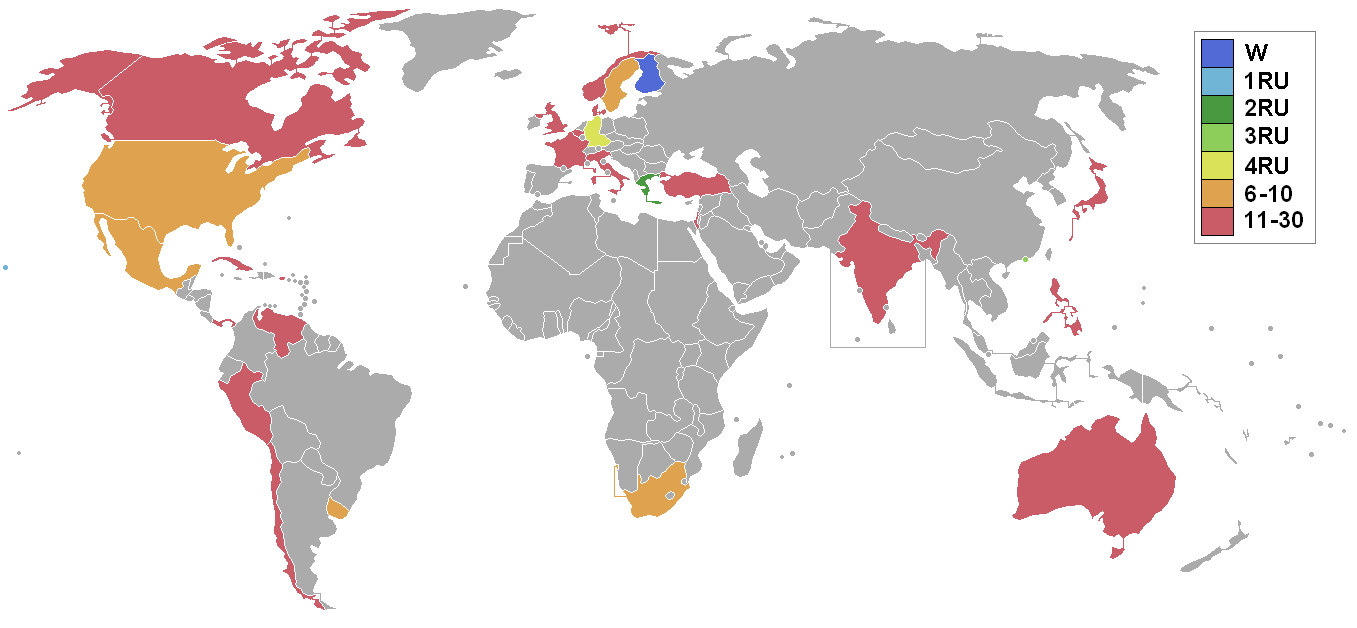
Країни та території-учасниці конкурсу «Міс Всесвіт 1952»

### Призові Місця
| Розміщення       | Учасник |
| ---------------- | --- |
| Міс Всесвіт 1952 | - Фінляндія — Армі Куусела |
| 1-а віце-міс     | - [[Файл:Шаблон:Прапор HAW\|20x13px\|HAW]] Гаваї — Ельза Кананіонапуа Едсман                                                                                      |
| 2-а віце-міс     | - [[Файл:Шаблон:Прапор Kingdom of Greece\|20x13px\|Kingdom of Greece]] Греція — Нтайзі Мавракі                                                                    |
| 3-я віце-міс     | - [[Файл:Шаблон:Прапор British Hong Kong\|20x13px\|British Hong Kong]] Гонконг — Джуді Ден                                                                        |
| 4-а віце-міс     | - Західна Німеччина — Ренате Хой |
| Топ-10           | - Мексика — Ольга Ллоренс Перес - Південна Африка — Кетрін Хіггінс - Швеція — Анна Марі Тістлер - Сполучені Штати — Джекі Логері - Уругвай — Гледіс Рубіо Фахардо |

### Спеціальні нагороди
| Нагорода                         | Учасник                    |
| -------------------------------- | -------------------------- |
| Міс Дружелюбність                | - Бельгія — Міріам Лінн    |
| Міс Дружба                       | - Монтана — Валері Джонсон |
| Найпопулярніша дівчина на параді | - Чилі — Естер Сааведра    |
| Міс Ласкаво просимо до Лонг-Біч  | - Джері Міллер             |

## Учасниці
Тридцять учасниць змагалися за титул.
| Country/Territory | Contestant               | Age | Hometown      |
| ----------------- | ------------------------ | --- | ------------- |
| Alaska            | Shirley Burnett          | 19  | Fairbanks     |
| Australia         | Leah MacCartney          | 19  | Melbourne     |
| Belgium           | Myriam Lynn              | 25  | Brussels      |
| Canada            | Ruth Carrier             | 21  | Ontario       |
| Chile             | Esther Saavedra          | 23  | Santiago      |
| Cuba              | Gladys López             | 20  | Havana        |
| Denmark           | Hanne Sørensen           | 20  | Copenhagen    |
| Finland           | Armi Kuusela             | 17  | Muhos         |
| France            | Claude Goddart           | 22  | Paris         |
| Great Britain     | Aileen P. Chase          | 21  | London        |
| Greece            | Ntaizy Mavraki           | 18  | Athens        |
| Hawaii            | Elza Kananionapua Edsman | 20  | Honolulu      |
| Hong Kong         | Judy Dan                 | 21  | Hong Kong     |
| India             | Indrani Rahman           | 21  | Chennai       |
| Israel            | Ora Vered                | 18  | Tel Aviv      |
| Italy             | Giovanna Mazzotti        | 19  | Lombardy      |
| Japan             | Himeko Kojima            | 20  | Osaka         |
| Mexico            | Olga Llorens Pérez       | 21  | Ciudad Juárez |
| Norway            | Eva Røine                | 24  | Oslo          |
| Panama            | Elzibir Gisela Malek     | 18  | Coclé         |
| Peru              | Ada Gabriela Bueno       | 18  | Apurímac      |
| Philippines       | Teresita Sanchez         | 19  | Malolos       |
| Puerto Rico       | Marilia Levy Bernal      | 20  | Lares         |
| South Africa      | Catherine Higgins        | 19  | Transvaal     |
| Sweden            | Anne Marie Thistler      | 19  | Stockholm     |
| Turkey            | Gelengül Tayfuroğlu      | 18  | Ankara        |
| United States     | Jacqueline Loughery      | 21  | Brooklyn      |
| Uruguay           | Gladys Rubio Fajardo     | 21  | Montevideo    |
| Venezuela         | Sofía Silva              | 23  | Tumeremo      |
| West Germany      | Renate Hoy               | 21  | Ludwigshafen  |